# جتینیا
جتینیا (به انگلیسی: Đetinja) رودخانه‌ای است که در صربستان جریان دارد.